# TRIML2
TRIML2 (англ. Tripartite motif family like 2) – білок, який кодується однойменним геном, розташованим у людей на 4-й хромосомі. Довжина поліпептидного ланцюга білка становить 387 амінокислот, а молекулярна маса — 43 983.
| 10         |  | 20         |  | 30         |  | 40         |  | 50         |
| ---------- |  | ---------- |  | ---------- |  | ---------- |  | ---------- |
| MVCGIQEAAE |  | NYRKLFQEIL |  | NTSREKLEAA |  | KSILTDEQER |  | MAMIQEEEQN |
| FKKMIESEYS |  | MRLRLLNEEC |  | EQNLQRQQEC |  | ISDLNLRETL |  | LNQAIKLATE |
| LEEMFQEMLQ |  | RLGRVGRENM |  | EKLKESEARA |  | SEQVRSLLKL |  | IVELEKKCGE |
| GTLALLKNAK |  | YSLERSKSLL |  | LEHLEPAHIT |  | DLSLCHIRGL |  | SSMFRVLQRH |
| LTLDPETAHP |  | CLALSEDLRT |  | MRLRHGQQDG |  | AGNPERLDFS |  | AMVLAAESFT |
| SGRHYWEVDV |  | EKATRWQVGI |  | YHGSADAKGS |  | TARASGEKVL |  | LTGSVMGTEW |
| TLWVFPPLKR |  | LFLEKKLDTV |  | GVFLDCEHGQ |  | ISFYNVTEMS |  | LIYNFSHCAF |
| QGALRPVFSL |  | CIPNGDTSPD |  | SLTILQHGPS |  | CDATVSP    |  |            |

A: Аланін

C: Цистеїн

D: Аспарагінова кислота

E: Глутамінова кислота

F: Фенілаланін

G: Гліцин

H: Гістидин

I: Ізолейцин

K: Лізин

L: Лейцин

M: Метіонін

N: Аспарагін

P: Пролін

Q: Глутамін

R: Аргінін

S: Серин

T: Треонін

V: Валін

W: Триптофан

Кодований геном білок за функцією належить до трансфераз. 
Задіяний у таких біологічних процесах, як убіквітинування білків, альтернативний сплайсинг. 